# Emlembe
Emlembe este un vârf localizat în Munții Scorpiei, în partea de nord-vest a statului Eswatini, la granița cu Africa de Sud. Reprezintă punctul cel mai înalt al țării, având o altitudine de circa 1862 m..